# Завіє
Завіє (перс. زاويه, також романізоване як Zāvīyeh і Zāvyeh; також відоме як Shahr-e Zāvīyeh і Zārīyeh) — місто в центральному окрузі округу Зарандієх, провінція Марказі, Іран. За даними перепису 2006 року, його населення становило 6141 особу, що проживали у складі 1624 сімей.